# Pierre Van Cortlandt, Jr.

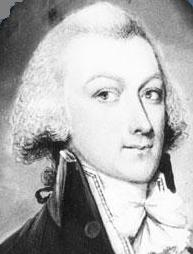
Pierre Van Cortlandt, Jr. (ca. 1795)

Pierre Van Cortlandt, Jr. (* 29. August 1762 in Croton-on-Hudson, Westchester County, Provinz New York; † 13. Juli 1848 in Peekskill, New York) war ein britisch-amerikanischer Politiker. Er stammte aus einer Siedlerfamilie in Nieuw Nederland und war der Bruder des US-Abgeordneten Philip Van Cortlandt.

## Werdegang
Pierre Van Cortlandt belegte klassische Studienfächer und graduierte dann 1783 am Queen’s College (die heutige Rutgers University) in New Brunswick (New Jersey). Anschließend studierte er Jura in der Kanzlei von Alexander Hamilton, bekam seine Zulassung als Anwalt und begann dann zu praktizieren. Er gab jedoch seine Tätigkeit als Anwalt bald wieder auf und widmete sich der Bewirtschaftung seines Anwesens in Westchester County.
Van Cortlandt entschied sich eine politische Laufbahn einzuschlagen. Er war von 1791 bis 1792 und noch einmal von 1793 bis 1795 Mitglied der New York State Assembly. Während dieser Zeit war er Mitglied eines Ausschusses, das über mehrere Formfehler bei der Gouverneurswahl von 1792 entscheiden durfte. Die Entscheidung fiel zu Gunsten von George Clinton. Später wurde er als Democratic-Republican in den 12. US-Kongress gewählt. Er war dort vom 4. März 1811 bis zum 3. März 1813 tätig.
Im späteren Verlauf seines Lebens trat er als Präsidentschaftswahlmann für William Henry Harrison bei den Wahlen von 1840 auf. Ferner war er der Begründer der Westchester County Bank bei Peekskill. Er war von 1833 bis zu seinem Tod 1848 der Präsident dieser Bank. Nach seinem Tod wurde er auf dem Hillside Cemetery in Cortlandt (New York) beigesetzt. 

## Ehrungen
Das Cortland County im Staat New York wurde nach ihm benannt.